# Mount Hypothesis
Der Mount Hypothesis (englisch; bulgarisch връх Хипотеза wrach Chipotesa) ist ein 1076 m hoher Berg an der Nordenskjöld-Küste des Grahamlands auf der Antarktischen Halbinsel. Er ragt 2,9 km südöstlich des Mount Elliott, 6,1 km nordöstlich des Storgosia-Nunataks und 5 km östlich des Sgorigrad-Nunataks östlich und südlich der Mundraga Bay auf. Markant sind seine felsigen Nordhänge.
Die bulgarische Kommission für Antarktische Geographische Namen benannte ihn 2020 in Anerkennung der Bedeutung einer Hypothese für die wissenschaftliche Erkenntniserweiterung.